# Stelvio (nome)
Stelvio  è un nome proprio di persona italiano maschile.

## Varianti
- Femminili: Stelvia[1][2]

## Origine e diffusione

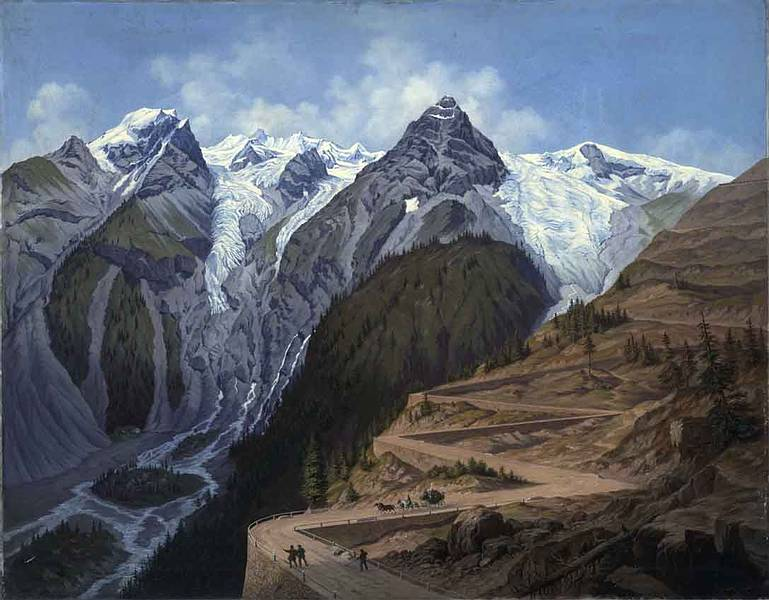
Il Passo dello Stelvio in un dipinto di Hubert Sattler

Rappresenta probabilmente una ripresa risorgimentale del toponimo del Passo dello Stelvio, teatro di scontri tra la fanteria austriaca e quella italiana durante le guerre d'indipendenza e, poi, durante la prima guerra mondiale; esso trae il suo nome dal paese di Stelvio il cui nome, di origine preromana, è documentato per la prima volta nel 1090 come Stilvis.
Il nome, che gode di scarsa diffusione, è attestato principalmente in Italia centro-settentrionale.

## Onomastico
Il nome è adespota, il che significa che nessun santo lo ha mai portato, perciò l'onomastico può essere festeggiato il giorno di Ognissanti, che è il 1º novembre.

## Persone
- Stelvio Cipriani, musicista e compositore italiano
- Stelvio Della Casa, calciatore italiano
- Stelvio Massi, regista e direttore della fotografia italiano
- Stelvio Rosi, attore italiano